# Internet Mail 2000
Internet Mail 2000 é uma nova arquitetura de correio pela Internet proposta por Daniel J. Bernstein (e nos anos subsequentes, proposta separadamente por vários outros), desenvolvida com o preceito de que o armazenamento inicial das mensagens de e-mail sejam de responsabilidade do remetente, e não no recipiente do destinatário, como acontece em arquiteturas de correio de Internet baseadas no protocolo SMTP.
As arquiteturas baseadas em SMTP tem uma analogia muito próxima à arquitetura de correio convencional de papel, esse não é o caso do Internet Mail 2000. Essa arquitetura depende de várias coisas que são únicas da natureza da Internet e das mensagens eletrônicas. Um dos seus objetivos é reduzir o spam.
Através dos anos desde que Daniel J. Bernstein a propôs, várias tentativas foram feitas para desenhar e implementar um verdadeiro sistema Internet Mail 2000 system, com graus variados de realização. Não existe, ainda, uma implementação concreta do sistema.